# Garfield (Washington)
Garfield az Amerikai Egyesült Államok északnyugati részén, Washington állam Whitman megyéjében elhelyezkedő város. A 2010. évi népszámlálási adatok alapján 597 lakosa van.
Garfieldot az 1880-as évek elején alapította Samuel J. Tant; a város névadója az USA 20. elnöke, James A. Garfield. A település volt az 1991-es Talent for the Game film egyik forgatási helyszíne.

## Éghajlat
| Hónap                         | Jan.  | Feb.  | Már.  | Ápr. | Máj. | Jún. | Júl. | Aug. | Szep. | Okt.  | Nov.  | Dec.  | Év    |
| ----------------------------- | ----- | ----- | ----- | ---- | ---- | ---- | ---- | ---- | ----- | ----- | ----- | ----- | ----- |
| Rekord max. hőmérséklet (°C)  | 16,7  | 17,8  | 23,9  | 31,7 | 35,0 | 39,4 | 40,0 | 43,3 | 38,3  | 32,2  | 21,7  | 17,8  | 43,3  |
| Átlagos max. hőmérséklet (°C) | 2,8   | 5,0   | 9,4   | 13,3 | 18,3 | 21,7 | 27,2 | 27,8 | 22,8  | 15,0  | 6,1   | 1,7   | 14,3  |
| Átlagos min. hőmérséklet (°C) | −4,4  | −3,9  | −1,7  | 0,6  | 3,3  | 6,1  | 7,8  | 7,2  | 3,3   | 0,0   | −1,7  | −5,0  | 1,0   |
| Rekord min. hőmérséklet (°C)  | −37,8 | −36,1 | −25,0 | −8,9 | −7,8 | −3,9 | −2,8 | −3,9 | −10,0 | −12,8 | −26,7 | −33,9 | −37,8 |
| Átl. csapadékmennyiség (mm)   | 73    | 61    | 70    | 59   | 68   | 46   | 26   | 25   | 31    | 49    | 83    | 69    | 660   |
| Forrás: The Weather Channel   |       |       |       |      |      |      |      |      |       |       |       |       |       |

## Népesség
A 2010-es népszámláláskor a városnak 597 lakója, 279 háztartása és 164 családja volt. A népsűrűség 237,3 fő/km2. A lakóegységek száma 311, sűrűségük 127,5 db/km2. A lakosok 97,3%-a fehér, 0,2%-a afroamerikai, 0,2%-a indián,   0,3%-a egyéb, 2%-a pedig kettő vagy több etnikumú. A spanyol vagy latino származásúak aránya 2,3% (1,3% mexikói,  0,3% kubai, 0,7% egyéb spanyol vagy latino származású.)
A háztartások 24,7%-ában élt 18 évnél fiatalabb. 46,2% házas, 9,3% egyedülálló nő, 3,2% egyedülálló férfi, 41,2% pedig nem család. 36,9% egyedül élt; 16,5%-uk 65 éves vagy idősebb. Egy háztartásban átlagosan 2,14 személy élt; a családok átlagmérete 2,71 fő.
A medián életkor 46,3 év volt. A város lakóinak 20,6%-a 18 évesnél fiatalabb, 5,2% 18 és 24 év közötti, 23%-uk 25 és 44 év közötti, 31,2%-uk 45 és 64 év közötti, 20,3%-uk pedig 65 éves vagy idősebb. A lakosok 46,1%-a férfi, 53,9%-a pedig nő.

## Fordítás
Ez a szócikk részben vagy egészben  a   Garfield, Washington című angol Wikipédia-szócikk ezen változatának fordításán alapul.  Az eredeti cikk szerkesztőit annak laptörténete sorolja fel. Ez a jelzés csupán a megfogalmazás eredetét és a szerzői jogokat jelzi, nem szolgál a cikkben szereplő információk forrásmegjelöléseként.